# 井上幸夫
井上 幸夫（いのうえ ゆきお、1933年〈昭和8年〉 - ）は鳥取県米子市出身の実業家。中国電力副社長、中電工社長を務めた。

## 来歴
鳥取県米子市生まれ。京都大学工学部を卒業後、中国電力株式会社に入社。1991年（平成3年）取締役に就任。1993年（平成5年）常務取締役、1995年（平成7年）取締役副社長を経て、1999年（平成11年）株式会社中電工代表取締役社長に就任。2003年（平成15年）代表取締役会長、2007年（平成19年）相談役。

## 人物
ガレ、ドーム兄弟など、アールヌーヴォーのガラス工芸品の国内有数のコレクターであり、30年にわたって収集したコレクションは国内各地の美術館において展示されるとともに、2017年（平成29年）8月、本人により故郷米子市の米子市美術館に寄贈された。米子市のふるさと経済活性化委員も務めている。